# Олімпійські ігри на поштових марках України
Олімпійські ігри на поштових марках України (1992—2024) — перелік поштових марок, які були введені в обіг Укрпоштою, починаючи з 1992 року. Марки в списку вказані згідно порядкових номерів знаків поштової оплати України за каталогом Укрпошти (в дужках наведено номери за каталогом «Michel»). Грошовий еквівалент (номінал) відповідає певному періоду і відрізняється за станом: до та після проведення грошової реформи (в купонокарбованцях або гривні). Переважна більшість марок була надрукована державним підприємством «Поліграфічний комбінат „Україна“» (Київ): марки № 23, 24, 25 було надруковано в канадській друкарні Canadian Bank Note Company, № 34 в угорській друкарні Philatelia Hungarica Kft., № 99—100 в московській друкарні «Держзнак» (Росія), усі інші — поліграфічним комбінатом «Україна». Крім номера марки за каталогом Укрпошти, її зображення та номіналу в списку надано короткий опис, дата випуску, тираж та дизайнер. Для зручності пошуку в таблиці нижче, щоб перейти до перегляду марок певного року потрібно одноразово натиснути на вікіфікованє посилання з цифрою відповідного календарного року.
| 1992 • 1996 • 1998 • 2000 • 2002 • 2004 • 2008 • 2010 • 2012 • 2014 • 2016 • 2018 • 2021 • 2022 • 2024 |

|                 |  |  |
| № 1026 і № 1027 |  |  |

|                 |  |  |
| № 1028 і № 1029 |  |  |

|                 |  |  |
| № 2098 і № 2099 |  |  |

|                 |  |  |
| № 2100 і № 2101 |  |  |

|                 |  |  |
| № 2102 і № 2103 |  |  |